# Кантабријски зец
Кантабријски зец (лат. Lepus castroviejoi, хол. Cantabrische haas) је врста сисара из реда двозубаца (Lagomorpha) и породице зечеви (Leporidae). 

## Опис
Тело кантабријског зеца достиже дужину од 45-65 cm, а реп од 5-10 cm. Дужина предњих ногу износи 10-20 cm, а задњих 20-30 cm. Уши достижу дужину од 18-20 cm.
Крзно кантабријског зеца је смеђе са горње стране тела и бело са доње стране тела. На лицу има карактеристичну белу пругу, реп му је црне и беле боје, док су врхови ушију црне боје.
Врста је призната као посебна тек 1976. године, а претходно се веровало да је део врсте европски зец. Мало се зна о исхрани, размножавању и понашању кантабријског зеца, али се верује да је слично европском зецу.

## Распрострањење
Кантабријске планине у Шпанији су једино познато природно станиште врсте. Врста је ограничена на површину од око приближно 5.000 km².
Популација ове врсте се смањује, судећи по расположивим подацима.

## Станиште
Насељава планинско станиште на надморској висини између 1.300 и 1.900 m, али се током зиме спушта у ниже крајеве на надморској висини од око 1.000 m да би избегао снег и хладноћу.

## Угроженост
Кантабријски зец се сматра рањивом врстом у погледу угрожености од изумирања.